# Robert Schoonjans
Robert Schoonjans (Antwerpen, 5 september 1925 - Leuven, 15 maart 2011), was een Belgische atleet, die gespecialiseerd was in de 3000 m steeple. Hij nam eenmaal deel aan de Olympische Spelen en veroverde twee Belgische titels.

## Biografie
Schoonjans werd in 1950 voor het eerst Belgisch kampioen 3000 m steeple. Hij nam dat jaar op dat nummer ook deel aan de Europese kampioenschappen in Brussel, waar hij zesde werd in een Belgische besttijd van 9.18,6. Twee jaar later werd hij opnieuw Belgisch kampioen en nam hij deel aan de Olympische Spelen in Helsinki. Hij werd uitgeschakeld in de reeksen.
Na zijn actieve carrière als topsporter, was Schoonjans actief bij de Masters als speerwerper. Hij werd tweemaal Belgisch kampioen. Hij overleed in 2011 op 85-jarige leeftijd.

### Clubs
Schoonjans  was aangesloten bij Union Sint-Gilles en als Master bij DCLA.

## Belgische kampioenschappen
| Onderdeel      | Jaar       |
| -------------- | ---------- |
| 3000 m steeple | 1950, 1952 |

## Persoonlijk record
| Onderdeel      | Prestatie | Datum            | Plaats  |
| -------------- | --------- | ---------------- | ------- |
| 3000 m steeple | 9.18,6 s  | 27 augustus 1950 | Brussel |

## Palmares

### 3000 m steeple
- 1950:  BK AC – 9.44,8
- 1950: 6e EK in Brussel – 9.18,6
- 1952:  BK AC – 9.26,0
- 1952: 8e reeks OS in Helsinki – 9.30,6
- 1955: 6e Interl. Ned.-België te Den Haag - 10.22,8